# Estación Coronel Bunge
Coronel Bunge era una estación ferroviaria, ubicada en el Partido de Benito Juárez, en la Provincia de Buenos Aires, Argentina.

## Servicios
Era una pequeña estación del ramal perteneciente al Ferrocarril General Roca, desde la Barrow hasta la estación Chillar.
No presta servicios de pasajeros ni de cargas. Sus vías fueron levantadas.